# Erik Baláž
Erik Baláž (ur. 27 października 1978 w Stropkovie) – słowacki działacz społeczny, ekolog, polityk, reżyser, twórca książek o ochronie przyrody.

## Życiorys
W 2002 roku ukończył ekologię leśną na Uniwersytecie Technicznym w Zwoleniu. Podczas studiów uczestniczył w kampaniach Grupy Obrońców Lasu „WILK”.
Brał udział w tworzeniu filmów związanych z ochroną przyrody. Najbardziej znane to: Vlčí hory, trzyczęściowa seria Tajomné Karpaty i Strážca divočiny. Tworzył projekty ochrony Doliny Cichej Liptowskiej oraz Doliny Koprowej. Jest jednym z głównych organizatorów akcji My sme les (pol. Jesteśmy lasem) oraz członkiem Rady Ochrony Przyrody Republiki Słowackiej.
W kwietniu 2018 poinformował o wstąpieniu do partii SPOLU, po czym został jednym z jej wiceprzewodniczących.
Wystartował w wyborach parlamentarnych w 2020 roku z ramienia koalicji PS/SPOLU.

## Filmografia[3]
- 2009: Strážca divočiny
- 2013: Vlčie hory
- 2016: Tajomné Karpaty – Život v oblakoch
- 2017: Tajomné Karpaty – Živá rieka
- 2017: Tajomné Karpaty – Nesmrteľný les

## Publikacje książkowe
- Posledná pevnosť: pätnásť rokov s medveďmi (2010)
- Stratená voda (2018)